# Жуков, Леонид Георгиевич
Леонид Георгиевич Жуков (1914—2001) — советский хозяйственный, государственный и политический деятель.

## Биография
Родился в 1914 году в Миллерове в семье железнодорожного служащего — телеграфиста. Член КПСС.
Еще учась в школе, «добавил» себе в анкете два года, благодаря чему смог окончить четырехмесячные курсы трактористов. В 1930 г. поступил в Луганский железнодорожный техникум, по окончании которого в 1933 г. был направлен по разверстке Наркомата путей сообщения на Турксиб техником. За 7 лет работы вырос до начальника дистанционной службы пути.
В августе 1942 г. выдвинут на партийную работу — заведующим транспортным отделом ЦК КП (б) Казахстана, в 1943 г. утвержден заместителем секретаря Джамбулского обкома компартии по промышленности и транспорту, в 1945 г. — заместителем заведующего, в 1952 г. — заведующим транспортным отделом ЦК КП (б) Казахстана, при слиянии в 1953 г. промышленного и транспортного отделов был назначен заместителем заведующего промышленно-транспортного отдела.
В 1950 г. едет в Москву, где заканчивает годичные курсы повышения квалификации руководящих партийных и советских работников в Высшей партийной школе при ЦК ВКП (б).
С июля 1953 г. по сентябрь 1954 г. — министр дорожного и транспортного хозяйства Казахской ССР, с сентября 1954 г. по август 1956 г. — министр автомобильного транспорта и шоссейных дорог Казахской ССР, с августа 1956 г. по июнь 1961 г. — министр автомобильного транспорта Казахской ССР.
В 1961—1982 гг. — заведующий отделом транспорта и связи ЦК КП Казахстана.
Избирался депутатом Верховного Совета Казахской ССР.
Награжден 4 орденами Трудового Красного Знамени (1957, 1966, 1971, 1976), орденом Отечественной войны II степени (1945), орденом Октябрьской революции (1973), орденом Дружбы народов (1980), медалями и почетными грамотами. В 1975 г. — лауреат Государственной премии СССР в области науки и техники за создание высокогорного спортивного комплекса «Медео», в 1974 г. присвоено звание «Заслуженный работник транспорта Казахской ССР».
Скончался 4 апреля 2001 года, похоронен на Центральном кладбище Алма-Аты.